# Parco fluviale dell'Alcantara
Il parco fluviale dell'Alcantara è una zona umida della Sicilia che è stata istituita nel 2001 al posto della pre-esistente riserva e comprende quella parte di territorio delle città metropolitane di Messina e di Catania che forma il bacino fluviale del fiume Alcantara, ed è situato nel versante nord dell'Etna, allo scopo di proteggere e promuovere il sistema naturale esistente.
La sede del Parco si trova a Francavilla di Sicilia, nella struttura costruita negli anni novanta per ospitare un asilo nido e mai usata, mentre il Centro di ricerca, formazione ed educazione ambientale si trova nel comune di Castiglione di Sicilia. 

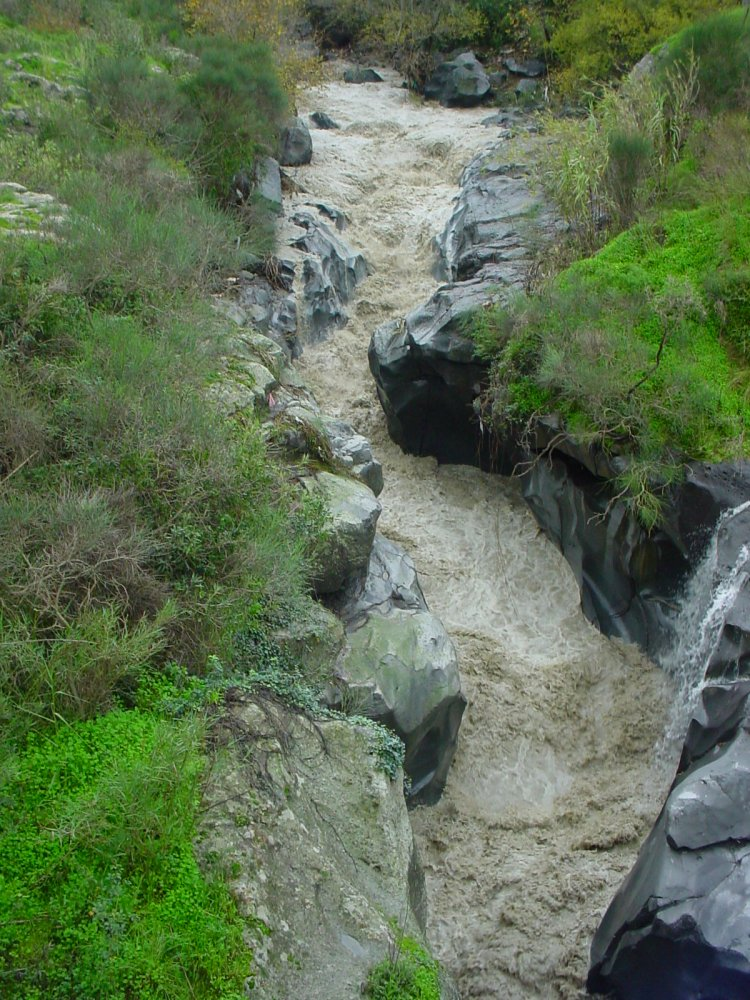
Fiume Alcantara in piena (dicembre 2003)

## Territorio
Il territorio attraversato dal fiume Alcantara è di particolare importanza in virtù della sua morfologia creata proprio dallo scorrimento delle acque che lo hanno modellato ed inciso creando, nell'attraversamento di un'imponente serie di colate laviche, nei pressi della Cuba di Santa Domenica in località Giardinelli a 2 km da Castiglione di Sicilia, sono le Forre dell'Alcantara e in località Fondaco Motta (comune di Motta Camastra) delle suggestive e profonde gole a strapiombo, conosciute come le Gole dell'Alcantara. Insieme ad un succedersi di laghetti e di cascate, di acque freddissime, è possibile osservare le stupefacenti strutture laviche colonnari a base prismatica. Disposte a canne d'organo esse decorano per lunghi tratti le pareti di roccia basaltica. Grazie allo studio di tali strutture i geologi hanno potuto elaborare precisi studi sull'evoluzione del vulcano Etna e sulla successione nel tempo delle sue colate più imponenti.
Inoltre il fiume nel suo tracciato divide i territori delle città metropolitane di Catania e Messina.

## Gestione
Il parco è gestito dall'"Ente Parco fluviale dell'Alcantara", ente pubblico sottoposto a controllo e vigilanza della Regione siciliana.

### Comuni
Nella città metropolitana di Messina: 
- Francavilla di Sicilia
- Gaggi
- Giardini Naxos
- Graniti
- Malvagna
- Mojo Alcantara
- Motta Camastra
- Roccella Valdemone
- Taormina

Nella città metropolitana di Catania: 
- Calatabiano
- Castiglione di Sicilia
- Randazzo

## Flora
Nel 1493 il Bembo descriveva la valle dell'Alcantara come fitta di boschi di platani, querce, roveri ed olmi. Oggi sopravvivono solo rare tracce di Platanus orientalis, mentre predomina la tipica macchia mediterranea con varie specie di ginestra e la Peonia mascula con la sua infiorescenza rossa. Man mano che si scende di quota fitti boschi di nocciolo si alternano agli agrumeti e ai vigneti da cui si ricava un vino scuro e corposo famoso dall'antichità. 

Ancora boschetti di quercia e pascoli. In primavera le rive sono tutte un'esplosione cromatica: fioriture di viola, papavero, anemone, mirto, rosa canina, ficodindia, terebinto, oleandro e varie specie di orchidee (tra le altre Anacamptis papilionacea, Ophrys tenthredinifera e Orchis purpurea).

## Fauna
L'avifauna della valle dell'Alcantara è assai varia, circa 200 specie, tra le quali vanno menzionate tra i rapaci il falco pellegrino, il gheppio e il lodolaio, estinto come nidificante il Lanario. Dubbia la presenza del piccione selvatico ben distribuita la tortora selvatica e il martin pescatore fino ai migratori della foce. Non raramente si incontrano anche la coturnice, la garzetta e il corvo imperiale. Altri animali presenti sono la volpe, il gatto selvatico, la martora, e il ghiro; ed ancora il riccio, l'istrice, l'arvicola di Savi e la crocidura siciliana. Presso le rive può trovarsi il discoglosso dipinto, anfibio tipico della Sicilia e il colubro leopardino, un bellissimo rettile raro ed innocuo.
Tra le specie ittiche troviamo la trota iridea che in questo particolare corso d'acqua riesce a riprodursi, il triotto, l'anguilla e il ghiozzo.

## Accessi
Il parco è accessibile per chi proviene da Messina o da Catania per mezzo dell'autostrada A18 uscendo a Giardini-Naxos e prendendo la S.S.185 in direzione di Francavilla. Al chilometro 55 della statale, a Motta Camastra in località Fondaco Motta, si trova l'accesso alle Gole dell'Alcantara, in cui si può scendere per mezzo di una lunga scalinata comunale fino al greto del fiume o per mezzo di ascensori di proprietà privata a pagamento. Al chilometro 50 della SS 185 si trova Francavilla di Sicilia, sede del parco e punto di partenza del Sentiero delle Gurne dell'Alcantara.